# Lamentin (Guadalupe)

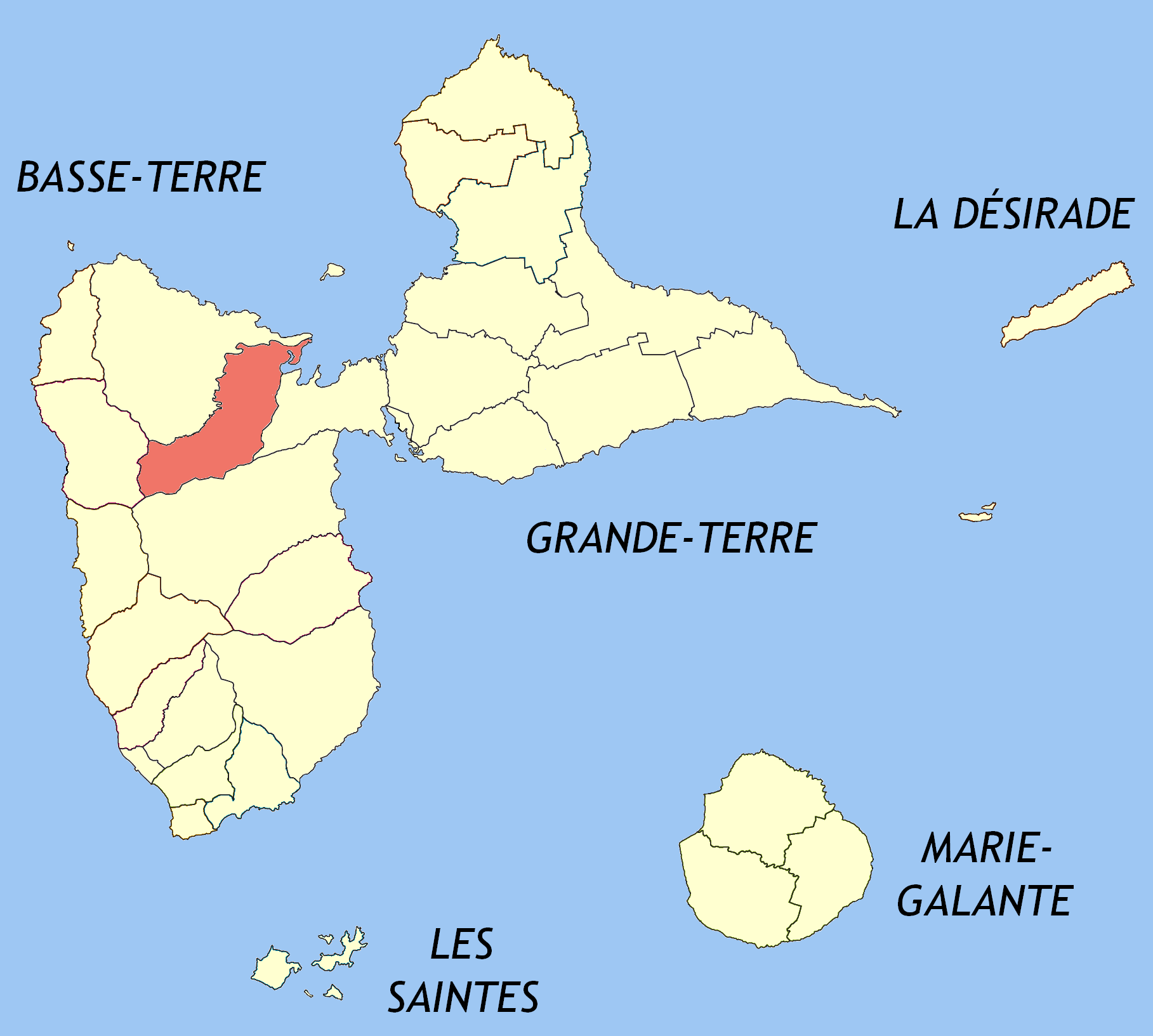
Ubicació de Lamentin dins de la Guadalupe

Lamentin  és un municipi francès, situat a Guadalupe, una regió i departament d'ultramar de França situat a les Petites Antilles. L'any 2006 tenia 15.738 habitants. Limita a l'est amb Baie-Mahault i Petit-Bourg i a l'oest amb Sainte-Rose.

## Demografia
| 13.414                                     | 17.738 |
| Des de 1962: població sense dobles comptes |        |

## Administració
| Període   | Identitat        | Partit |
| --------- | ---------------- | ------ |
| 2001-2008 | Reinette Juliard |        |
| 2008-     | José Toribio     | PSG    |